# Dolmen von Strands

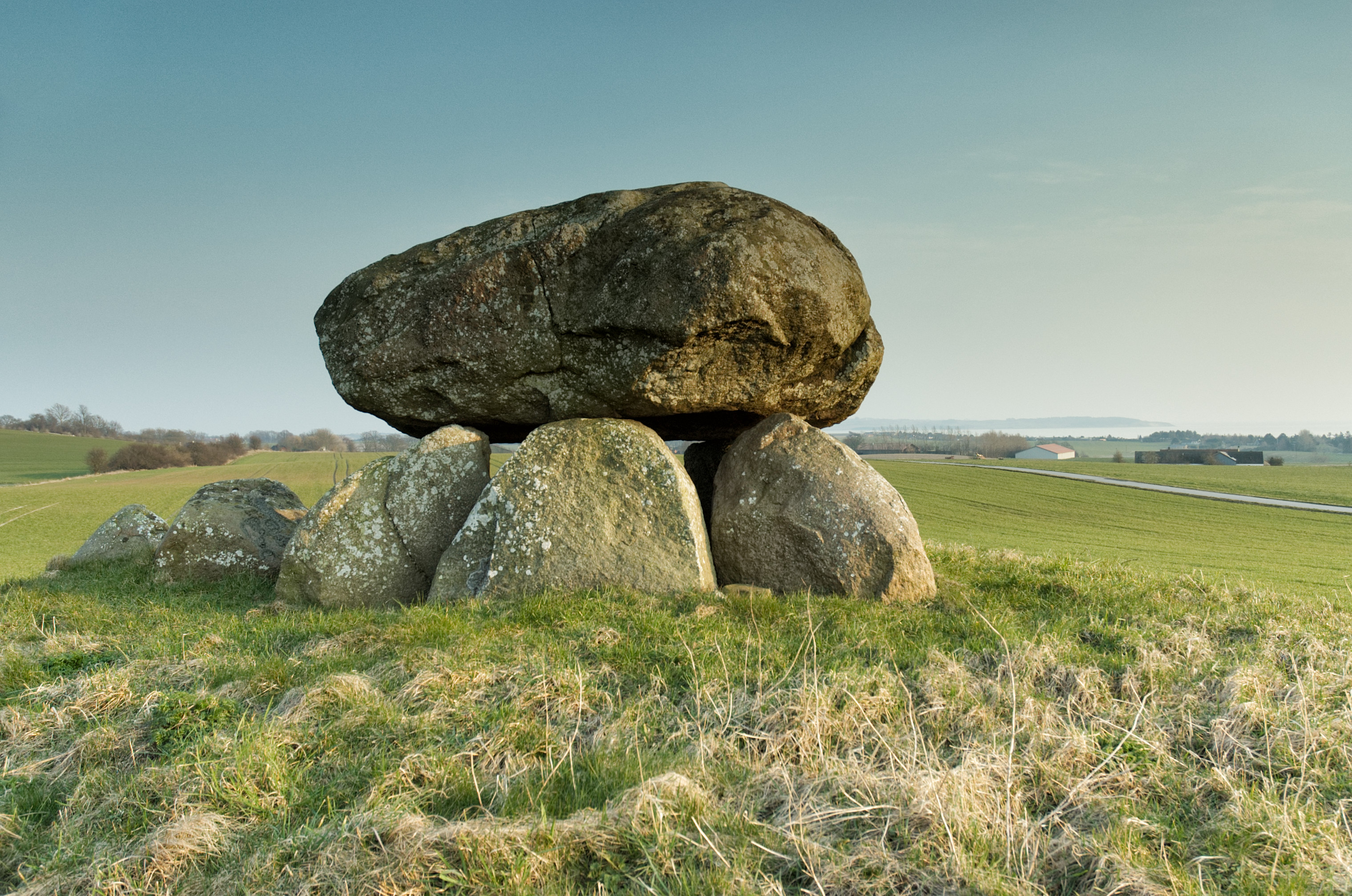
Stenhus

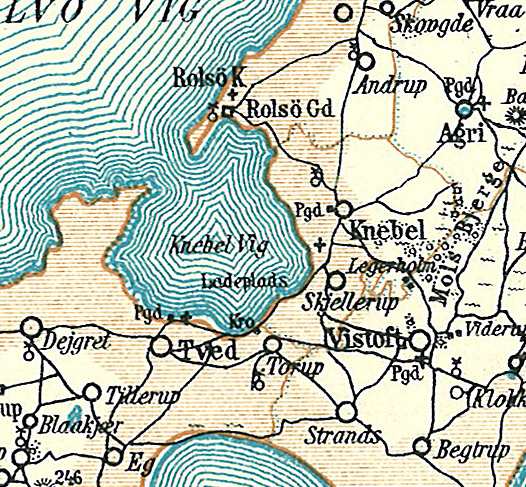
Strands – am unteren Bildrand

Der Dolmen von Strands (dänisch Stenhuset dysse) ist ein gut erhaltener sechseckiger Polygonaldolmen auf einem Hügel nördlich der Straße zwischen Torup und Strands, auf der Halbinsel Mols in Djursland in Jütland in Dänemark. Er stammt aus der Jungsteinzeit etwa 3500–2800 v. Chr. und ist eine Megalithanlage der Trichterbecherkultur (TBK). Der Dolmen wurde nicht ausgegraben und es gibt keine Berichte über Funde.

## Beschreibung
Die Kammer des Stenhuset (deutsch Steinhaus) genannten Runddysse liegt in den Resten des Rundhügels von etwa 20,0 m Durchmesser, unter dem er einst verborgen war. Die Spitzen von 17–18 Randsteinen sind auf einem Durchmesser von etwa 11,0 m im Erdmaterial des zerfallenen Hügels zu sehen. Auf fünf Tragsteinen ruht ein einziger acht bis zehn Tonnen schwerer Deckstein. Auf ihm befinden sich fünf runde Schälchen, die in der Bronzezeit hinzugefügt wurden.
Vom im Osten anschließenden Gang sind vier Tragsteine erhalten, ein Deckstein fehlt. Die Lücken zwischen den Tragsteinen waren ursprünglich mit Trockenmauerwerk aus flachen Steinplatten verschlossen.
In der Nähe liegt der Dolmen von Torup.